# Il travestimento
Il travestimento (The Brothers Carry-Mouse-Off) è un film del 1965 diretto da Maurice Noble e Jim Pabian. È il decimo dei 34 cortometraggi animati della serie Tom & Jerry prodotti da Chuck Jones con il suo studio Sib-Tower 12 Productions. Venne distribuito dalla Metro-Goldwyn-Mayer il 3 marzo 1965.

## Trama
Jerry si sta rilassando, ma il relax viene interrotto da Tom, che cerca di catturarlo. Dopo alcuni tentativi falliti, quest'ultimo decide di travestirsi da femmina di topo, ma, contro le sue aspettative, viene corteggiato da dei topi e inseguito da dei gatti randagi.